# Münch von Mühringen (Adelsgeschlecht)

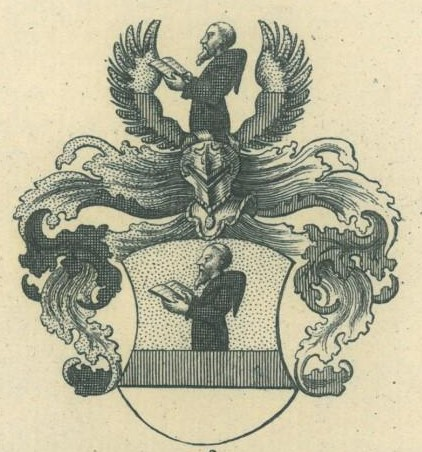
Bürgerliches Stammwappen der Münch (Conrad Tyroff)

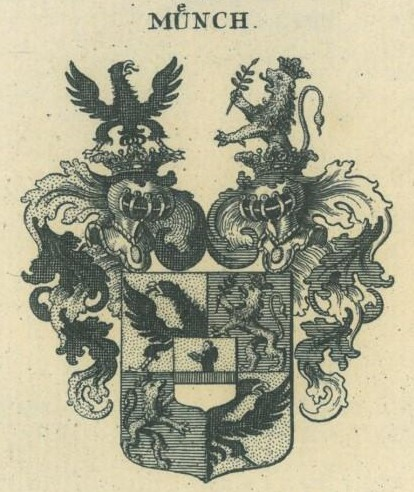
1731 vermehrtes Adelswappen der Münch (Conrad Tyroff)

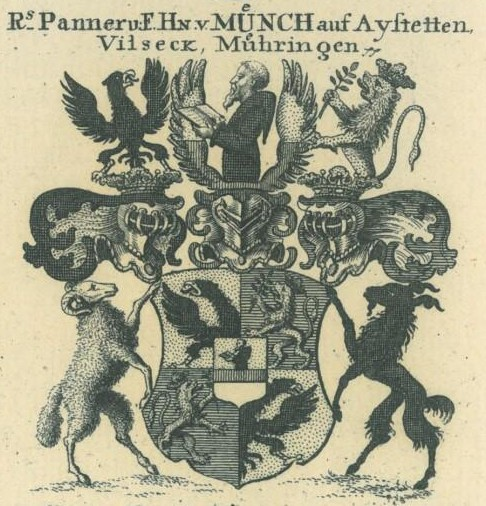
1788 vermehrtes freiherrliches Wappen der Münch (Conrad Tyroff)

Die Münch von Aystetten, Mühringen und Filseck sind auf ein aus Frankfurt am Main stammendes Patriziergeschlecht zurückzuführen. Ein in Augsburg lebender Zweig der Familie wurde 1731 in den Reichsadelsstand und 1788 in den Reichsfreiherrenstand erhoben.

## Geschichte
Am 4. April 1731 erhob Kaiser Karl VI. den Augsburger Bankier Christian I. Münch, der ihm als Finanzier und Silberhändler mehrfach Dienste geleistet hatte, in den erblichen Reichsadelsstand. Münch nannte sich seither nach den in seinem Besitz befindlichen Herrschaften Christian von Münch auf Aystetten, Mühringen und Filseck. Sein Enkel Christian III. von Münch wurde am 7. November 1788 von Kaiser Joseph II. in den erblichen Reichsfreiherrenstand versetzt und am 29. März 1790 in die Reichsritterschaft aufgenommen. Zu diesem Zeitpunkt waren alle anderen männlichen Deszendenten Christian I. von Münch bereits verstorben.
Am 5. Januar 1809 wurde Christian III. Freiherr von Münch auf Mühringen und Filseck in die königlich bayerischen Adelsmatrikel aufgenommen. Christian III. Freiherr von Münch hatte das Bankhaus ein Jahr zuvor liquidiert. Er und seine männlichen Nachkommen lebten seither auf Schloss Hohenmühringen und nannten sich Freiherren Münch von Mühringen. Das Schloss Filseck wurde nur gelegentlich genutzt. Die Familie konzentrierte sich seither auf die Verwaltung ihrer Güter. Mit dem Tod von Oskar Karl Freiherr von Münch erlosch sie im Jahr 1920 im Mannesstamm.
Ein verwandtschaftliches Verhältnis zu anderen Adelsgeschlechtern des Namens Münch (Münch, Münch von Bellinghausen, Münch von Büren, Münch von Buseck, Münch von Landskron, Münch zu Münchhausen, Münch von Münchsberg, Münch von Münchenstein, Münch von Rosenberg u. v. m.) ist nicht ersichtlich.

## Wappen

### Stammwappen
Das Stammwappen wird durch einen roten Querbalken geteilt. Oberhalb ist auf goldenem Hintergrund ein wachsender, nach rechts gewandter bärtiger Mönch mit Kutte und Tonsur bis zu den Knien sichtbar. In den Händen hält er ein aufgeschlagenes Buch. Der untere Teil des Schilds ist silbern gehalten.

### Vermehrtes Wappen von 1731
Das im Jahr 1731 vermehrte Wappen ist geviertet und trägt das Stammwappen im Mittelschild. Im ersten und vierten Feld des Hauptwappens wächst auf goldenem Hintergrund ein halber schwarzer Doppeladler aus der Teilung hervor. Im zweiten und dritten Feld befindet sich auf blauem Grund ein einwärts aufspringender gekrönter goldener Löwe, der oben in der rechten und unten in der linken Pranke einen grünen Eichenzweig hält. Auf dem Wappen stehen zwei geöffnete Turnierhelme mit rechts schwarz und goldener, links blau und silberner Helmdecke. Auf dem ersten Helm steht ein schwarzer Adler, auf dem zweiten wächst ein Löwe, der dem des zweiten Feldes im Hauptschild gleicht.

### Vermehrtes Wappen von 1788
Im Jahr 1788 wurde zwischen die beiden Turnierhelme ein dritter, geschlossener und vorwärts gekehrter Helm gesetzt, der mit zwei mit den Sachsen nach innen zeigenden, in Rot und Gold geteilten Adlerschwingen geschmückt ist. Zwischen den Flügeln wird der Mönch des Stammwappens dargestellt. Als Schildhalter kamen rechts ein Widder und links ein Steinbock hinzu.

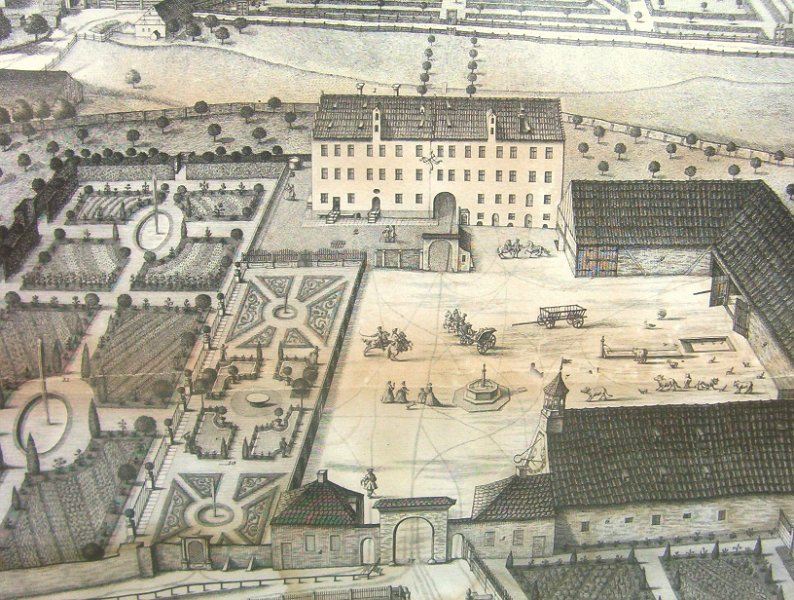
Schloss Aystetten im Jahr 1740 (Stich von Johann Thomas Krauß)

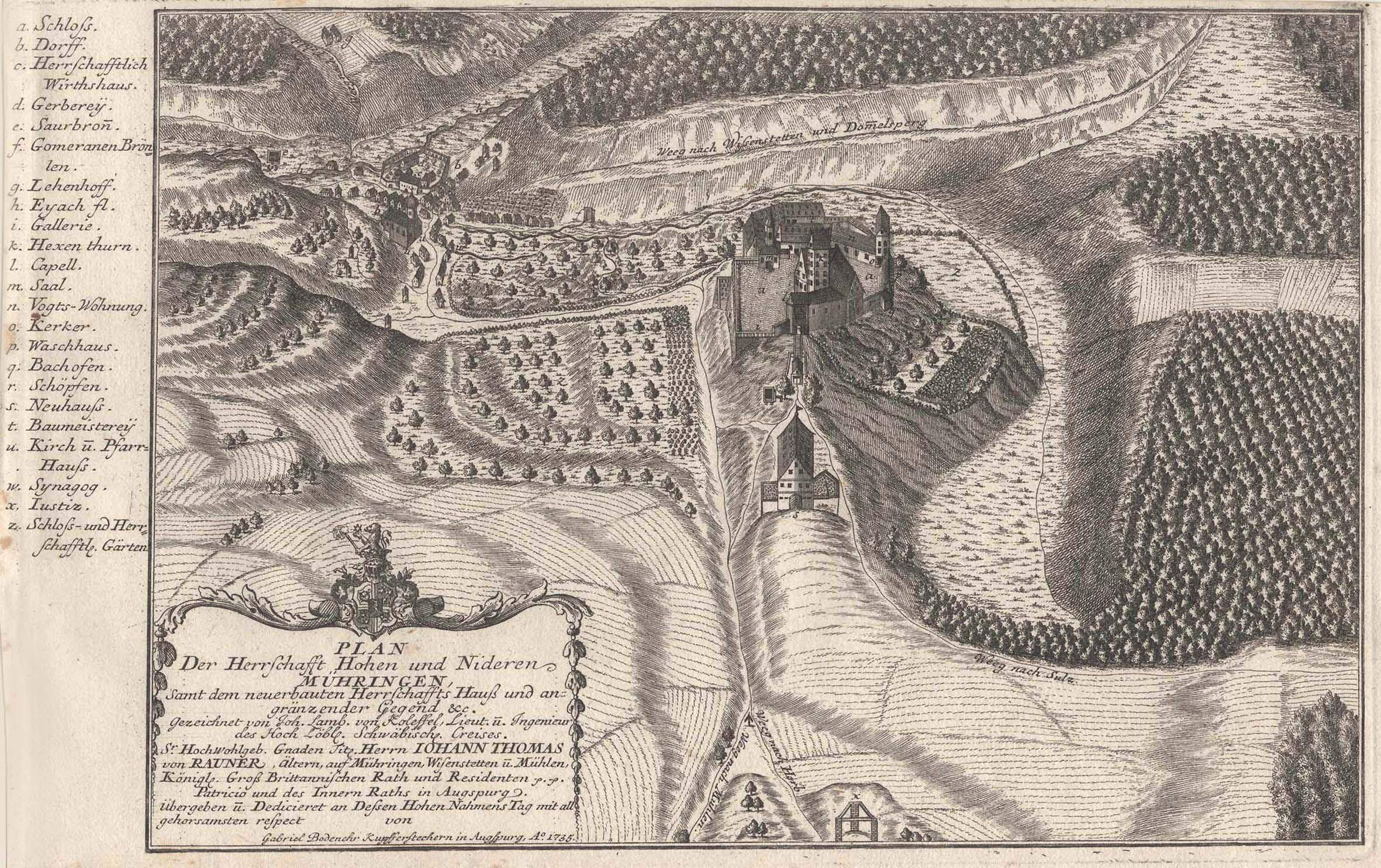
Schloss und Herrschaft Mühringen 1718 (Stich von Gabriel Bodenehr)

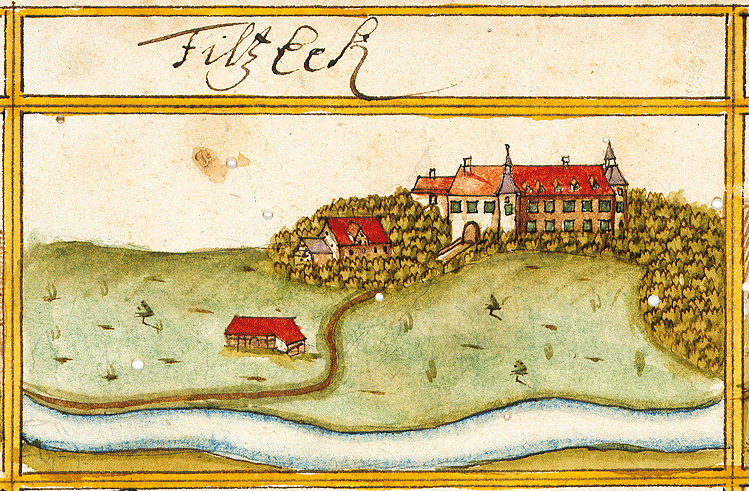
Schloss Filseck im Jahr 1683 (Aquarell von Andreas Kieser)

## Besitzungen
Christian I. von Münch kaufte 1729 von Franz Octavian Langenmantel die Herrschaft Aystetten mit dem Dorf Neusäß. Im Jahr 1740 ließ er das Schloss Aystetten auf die doppelte Größe erweitern und umgestalten. Münch ließ auch das heute noch erhaltene, im Rocaille-Stil gehaltene Porzellanzimmer mit seinen Fayencen à la chinoise ausstatten.
Als im Jahr 1749 Carl Magnus Leutrum von Ertingen, der Eigentümer des Schlosses Filseck, in Konkurs ging, erwarb Münch als sein Hauptgläubiger das Schloss aus der Konkursmasse.
Daneben hatte Münchs Ehefrau zusammen mit ihren acht Geschwistern im Jahr 1735 die väterliche Herrschaft Hohenmühringen und Niedermühringen mit den Dörfern Wiesenstetten, Dommelsberg, Mühlen und Egelstall als Fideikommiss mit einem Einstandsrecht zu einem festgelegten Preis ererbt. In den Jahren 1748 und 1749 konnte Münch durch dieses Recht weitere Anteile von den Miterben erwerben, erlangte jedoch nicht das Eigentum an der gesamten Herrschaft.
Münch hinterließ seine Schlösser und Güter als Fideikommiss seinen männlichen Nachkommen.
Christian II. von Münch und Christian III. Freiherr von Münch erwarben weitere Anteile an der Herrschaft Hohenmühringen und Niedermühringen, so dass diese schließlich ganz in die Händen der Familie Münch gelangte.
Christian III. Freiherr  von Münch bildete im Jahr 1791 aus der Herrschaft Hohenmühringen und Niedermühringen den Dörfern Wiesenstetten, Dommelsberg, Mühlen und Egelstall einen Fideikommiss zugunsten seiner männlichen Nachkommen.
Schloss und Herrschaft Aystetten wurden 1858 verkauft. Nach dem Tod des letzten männlichen Mitglieds der Familie gelangten die Besitzungen in Mühringen und Filseck 1920 an dessen einzige Schwester Gabriele Thusnelde Helene von Podewils, geb. Freiin von Münch, Ehefrau des Albrecht von Podewils.

## Namensträger
- Christian I. von Münch (1690–1757), Bankier in Augsburg, Herr auf Aystetten, Mühringen und Filseck
- Johann Carl von Münch (1721–1778), Bankier in Augsburg, Herr auf Aystetten, Mühringen und Filseck
- Johann Thomas von Münch (1723–1758), Assessor am Stadtgericht in Augsburg, Herr auf Aystetten, Mühringen und Filseck
- Christian II. von Münch (1724–1780), Bankier in Augsburg, Herr auf Aystetten, Mühringen und Filseck
- Peter von Münch (* 1728), Herr auf Aystetten, Mühringen und Filseck
- Christian III. Freiherr von Münch (1752–1821), Bankier in Augsburg, Herr auf Aystetten, Mühringen und Filseck
- Johann Ludwig Freiherr von Münch (* 1781; † nach 1816), Königlich bayerischer Kammerherr, Königlich württembergischer Legationssekretär bei der Gesandtschaft in Den Haag, dann Königlich bayerischer Legationsrat, Herr auf Aystetten, Mühringen und Filseck[12]
- Friedrich I. Freiherr von Münch (1788–1856), Königlich bayerischer Kammerherr, Herr auf Aystetten, Mühringen und Filseck
- Christian Friedrich August Freiherr von Münch (1828–1841), Herr auf Aystetten, Mühringen und Filseck
- Carl Wilhelm Friedrich II. Freiherr von Münch (1834–1882), Herr auf Mühringen und Filseck
- Oskar Karl Freiherr von Münch (1864–1920), Mitglied des Deutschen Reichstags, Herr auf Mühringen und Filseck
- Alfred Friedrich Freiherr von Münch (* 1869), Leutnant der Reserve des Ulanen-Regiment „König Karl“ (1. Württembergisches) Nr. 19